# 江苏省作家协会
江苏省作家协会，简称江苏省作协，是中华人民共和国江苏省文学工作者组成的专业性人民团体，是中国作家协会的团体会员。其最高权力机构为江苏省作家协会代表大会。

## 历届主席
第一届
1960年4月3日江苏省作协成立，李进当选为主席，孙望、张慧剑、戴夫当选为副主席，后增补田芜为副主席。
第二届
主席：艾煊，副主席(按姓氏笔画为序)：孙望、胡石言、海笑、高晓声、顾尔镡。
第三届
名誉主席：陈白尘，主席：艾煊。副主席(按姓氏笔画为序)：陆文夫、胡石言、赵本夫(后为副厅级专职副主席) 、海笑、顾尔镡、高晓声。
第四届
主席：陆文夫。副主席(按姓氏笔画为序)：朱苏进、范小青、赵本夫(专职)、俞胶东、海笑、高晓声
第五届
名誉主席：陆文夫，主席：王臻中。副主席：赵本夫(专职)、范小青、朱苏进、黄蓓佳、赵恺。
第六届
名誉主席：陆文夫，主席：王臻中。副主席：赵本夫、范小青、朱苏进、黄蓓佳、赵恺、苏童、叶兆言、周梅森、储福金、毕飞宇、丁帆。 
第七届
名誉主席：王臻中，主席：范小青。副主席：赵本夫、朱苏进、黄蓓佳、苏童、叶兆言、周梅森、储福金、毕飞宇、丁帆、周桐淦、许钧、陆永基、张文宝、鲁敏 。  
第八届
2010年2月3日当选，名誉主席：王臻中，主席：范小青。副主席：汪兴国、韩松林、朱苏进、苏童、叶兆言、周梅森、储福金、毕飞宇、丁帆、许钧、张文宝、鲁敏、汪政、王尧、祁智、叶弥、丁捷。
第九届
2020年12月30日当选，名誉主席：范小青，主席：毕飞宇。副主席：汪兴国、丁捷、贾梦玮、鲁敏、叶兆言、周梅森、汪政、王尧、祁智、周洁（叶弥）、朱辉、胡传义（胡弦）、王彬彬、陈彬（跳舞）、胡学文。